# زیردریایی یو-۵۱۶
زیردریایی آلمانی یو-۵۱۶ (به انگلیسی: German submarine U-516) یک زیردریایی تیپ ۹ از نیروی دریایی آلمان نازی در طی جنگ جهانی دوم بود.
در ۱۲ می ۱۹۴۱ در کارخانجات دریایی هامبورگ و در محوطه ۳۱۲ ساخته شد. در ۱۶ دسامبر ۱۹۴۱ به آب انداخته شد و در ۲۱ فوریه ۱۹۴۲ به فرماندهی ناخدا دوم گرهارد ویبه عملیاتی شد.
یو-۵۱۶ کارش را در به عنوان عضوی از ناوگروه آموزشی چهارم زیر دریایی در تاریخ ۱۰ مارس ۱۹۴۱ شروع کرد. در ۱ سپتامبر ۱۹۴۲ برای عملیات به ناوگروه دهم منتقل شد و سپس در ۱ اکتبر ۱۹۴۴ به ناوگروه سی و سوم منتقل شد.
در دوران فعالیت موفق شد ۶ ناو گشتی را از کار بیندازد، همچنین ۱۶ کشتی را غرق کرد و به یکی دیگر هم آسیب زد. در می ۱۹۴۵ در خلیج اریبول در اسکاتلند تسلیم شد و سپس به بندر لیزاهالی در شمال ایرلند منتقل شد تا به عملیات نور مرده بپیوندد و در ژانویه ۱۹۴۶ در همان محل غرق کرده شد.